# Sinningia concinna
Sinningia concinna là một loài thực vật có hoa trong họ Tai voi. Loài này được (Hook. f.) G. Nicholson miêu tả khoa học đầu tiên năm 1887.